# Jacques Ier de Bourbon-La Marche
Pour les articles homonymes, voir Jacques Ier, Jacques de Bourbon et Bourbon.
 (mars 2019).
Si vous disposez d'ouvrages ou d'articles de référence ou si vous connaissez des sites web de qualité traitant du thème abordé ici, merci de compléter l'article en donnant les références utiles à sa vérifiabilité et en les liant à la section « Notes et références ».
Jacques Ier de Bourbon, né en 1321, mort à Lyon le 6 avril 1362, est comte de la Marche de 1342 à 1361, comte de Ponthieu de 1351 à 1360 et connétable de France de 1354 à 1356. Il est un arrière-petit-fils du roi de France Louis IX et l'ancêtre à la 7e génération en lignée masculine du roi Henri IV.

## Biographie
Fils de Louis Ier, duc de Bourbon et comte de la Marche, et de Marie de Hainaut, il est l'ancêtre du roi Henri IV.
- Louis IX Saint Louis
  - Robert de Clermont
    - Louis Ier de Bourbon
      - Jacques Ier de Bourbon-La Marche
        - Jean Ier de Bourbon-La Marche
          - Louis Ier de Bourbon-Vendôme
            - Jean VIII de Bourbon-Vendôme
              - François de Bourbon-Vendôme
                - Charles IV de Bourbon
                  - Antoine de Bourbon
                    -  Henri IV le Grand

Il combat en 1341 et 1342 pour le compte de Charles de Blois contre Jean de Montfort qui luttent pour la succession de Bretagne. En 1351, le roi Jean II le Bon lui donne le Ponthieu.
Il est ensuite présent à la bataille de Crécy (1346), où il est blessé.
À Poitiers en 1356, il est également blessé et fait prisonnier. 
La paix de Brétigny signée en 1360, il perd le Ponthieu, rendu aux Anglais, et combat pour débarrasser le royaume des Grandes compagnies, ces mercenaires démobilisés qui se mettent à piller les campagnes.
Une bataille a lieu à Brignais, près de Lyon, contre les Tard-Venus. Une rencontre de deux armées, l'une forte de onze mille hommes, l'autre de seize mille hommes provoque une mêlée qui occupe un assez grand champ de bataille. Sous le feu de l'action, des groupes de combattants plus ou moins importants s'éparpillent toujours dans la nature soit au hasard des combats soit en essayant de rompre l'encerclement. On se battit en plusieurs endroits à la fois et la victoire des compagnies fut complète. Le nombre de gentilshommes qui succobèrent devant Brignais fut considérable. Parmi les plus éminents d'entre eux, Jacques de Bourbon, comte de la Marche et son fils aîné qui sont mortellement blessés. Ramenés à Lyon ils succombent à leurs blessures.

## Descendance
Il avait épousé en juillet 1335 Jeanne de Châtillon-Saint-Pol, dame de Condé, Leuze et Carency (vers 1323 † 15 août 1371 ; fille d'Hugues de Leuze et Condé, petite-fille de Jacques de Leuze et de Catherine de Condé et Carency, arrière-petite-fille de Guy III comte de Saint-Pol), et avait eu :
- Isabelle (1340-1350 † probablement à Pouancé le 15 mai 1371), mariée en premières noces avec Louis II de Brienne, vicomte de Beaumont († 1364), puis en secondes noces avant 1368 avec Bouchard VII († 1371), comte de Vendôme et de Castres ;
- Pierre (1342 † Lyon avril-novembre 1362), comte de la Marche ;
- Jean Ier (1344 † Vendôme 11 juin 1393), comte de la Marche et de Vendôme ;
- Jacques (1345-1350 † 1416-septembre 1417), seigneur de Préaux, tige de la branche des Bourbons, seigneurs de Préaux.